# Comitatul Jõgeva
Jõgeva este un comitat din Estonia. Reședința sa este orașul Jõgeva.

## Galerie de imagini

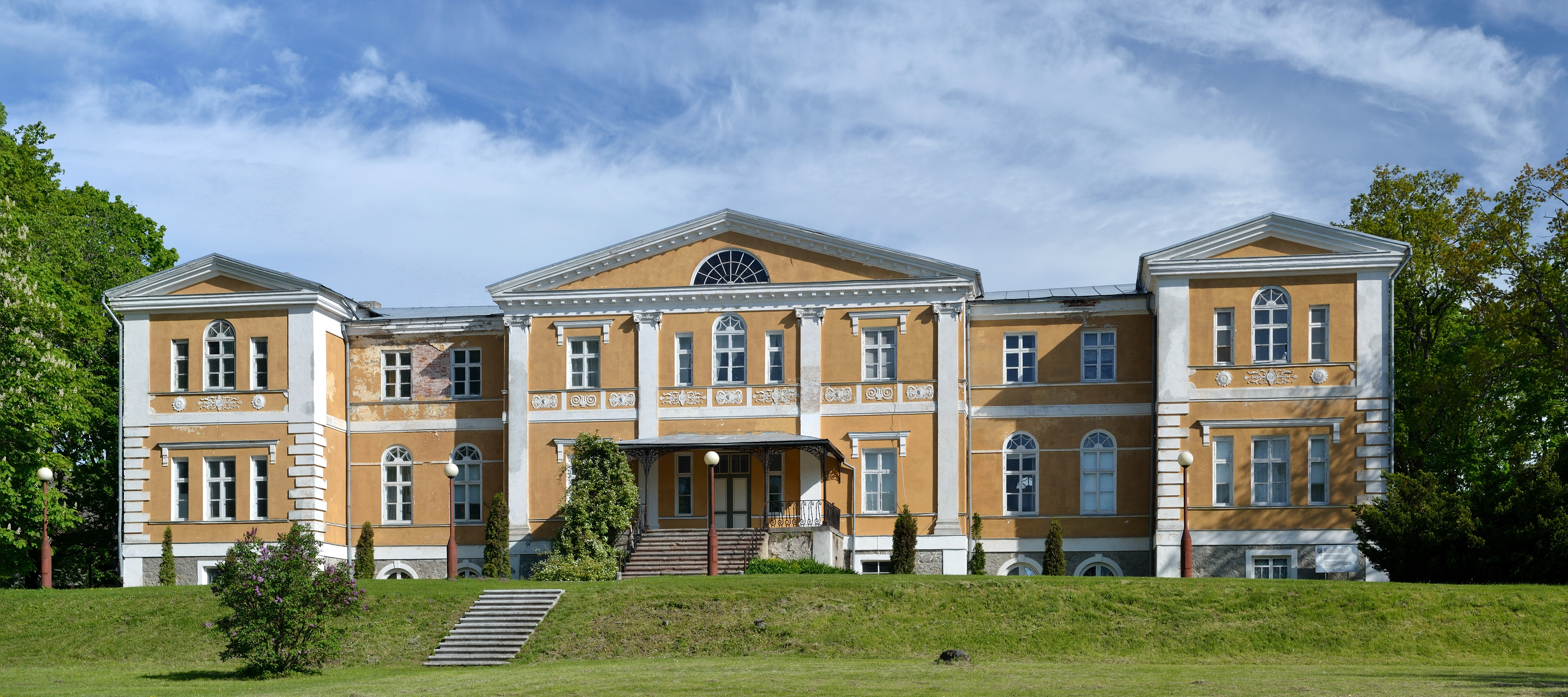
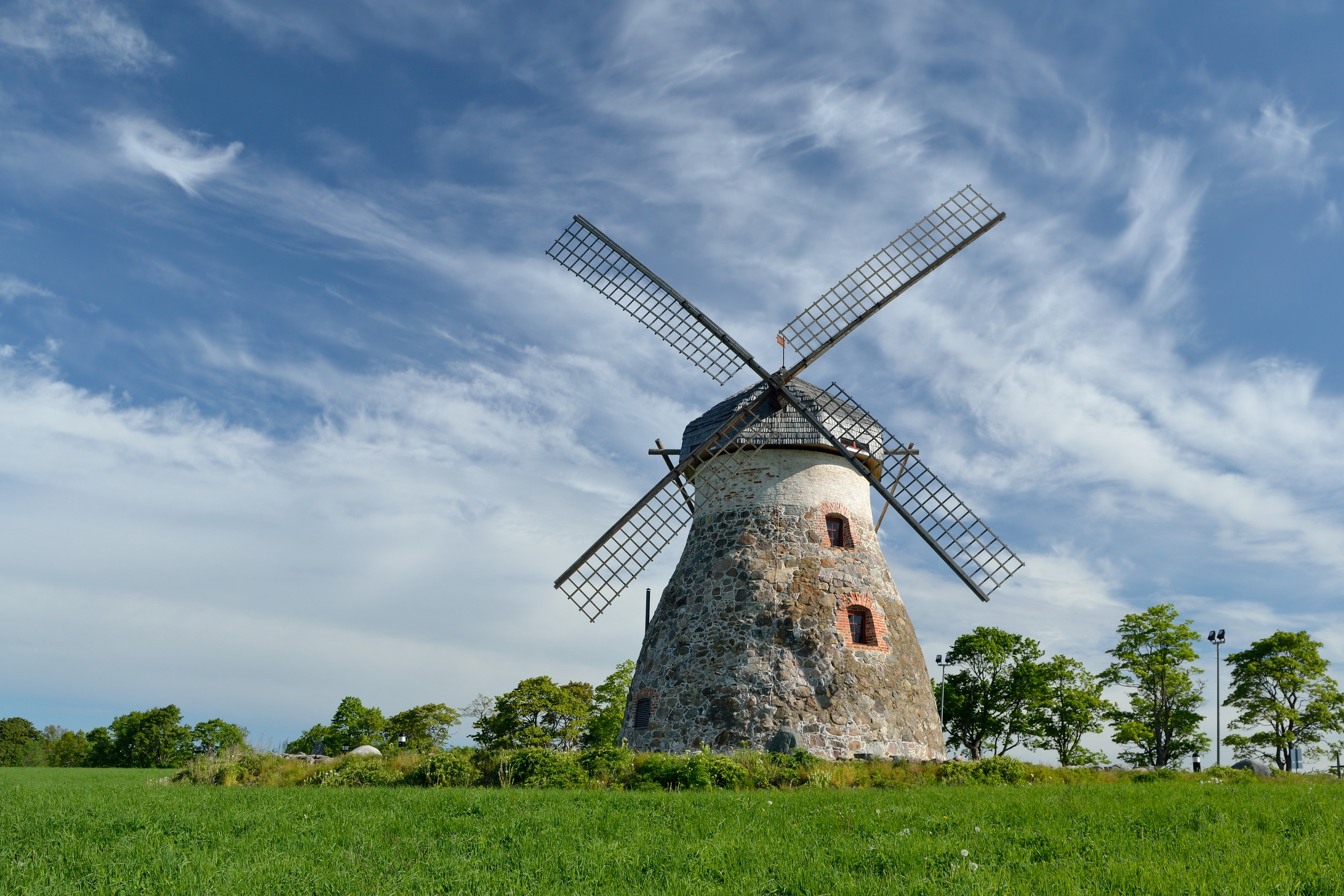
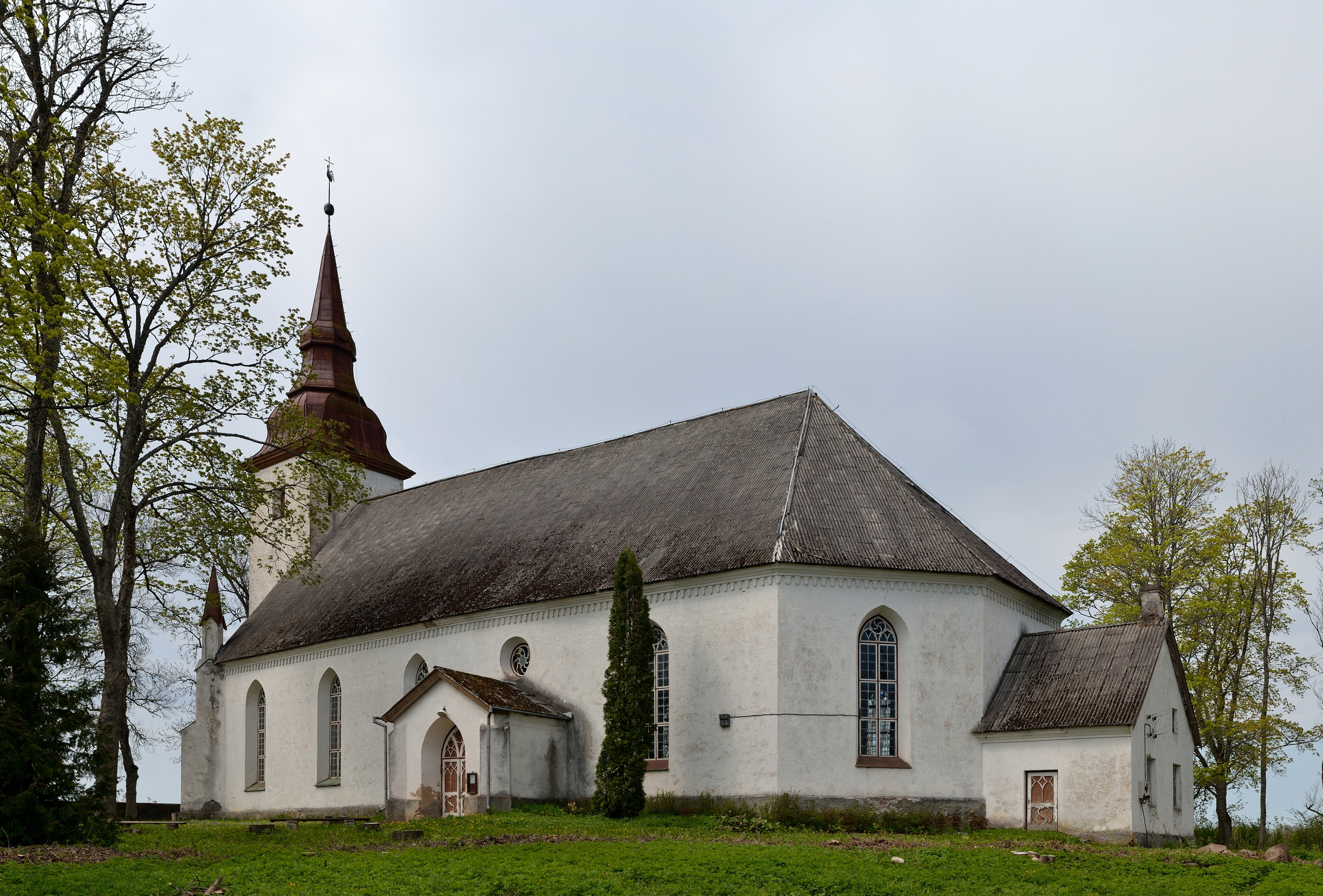
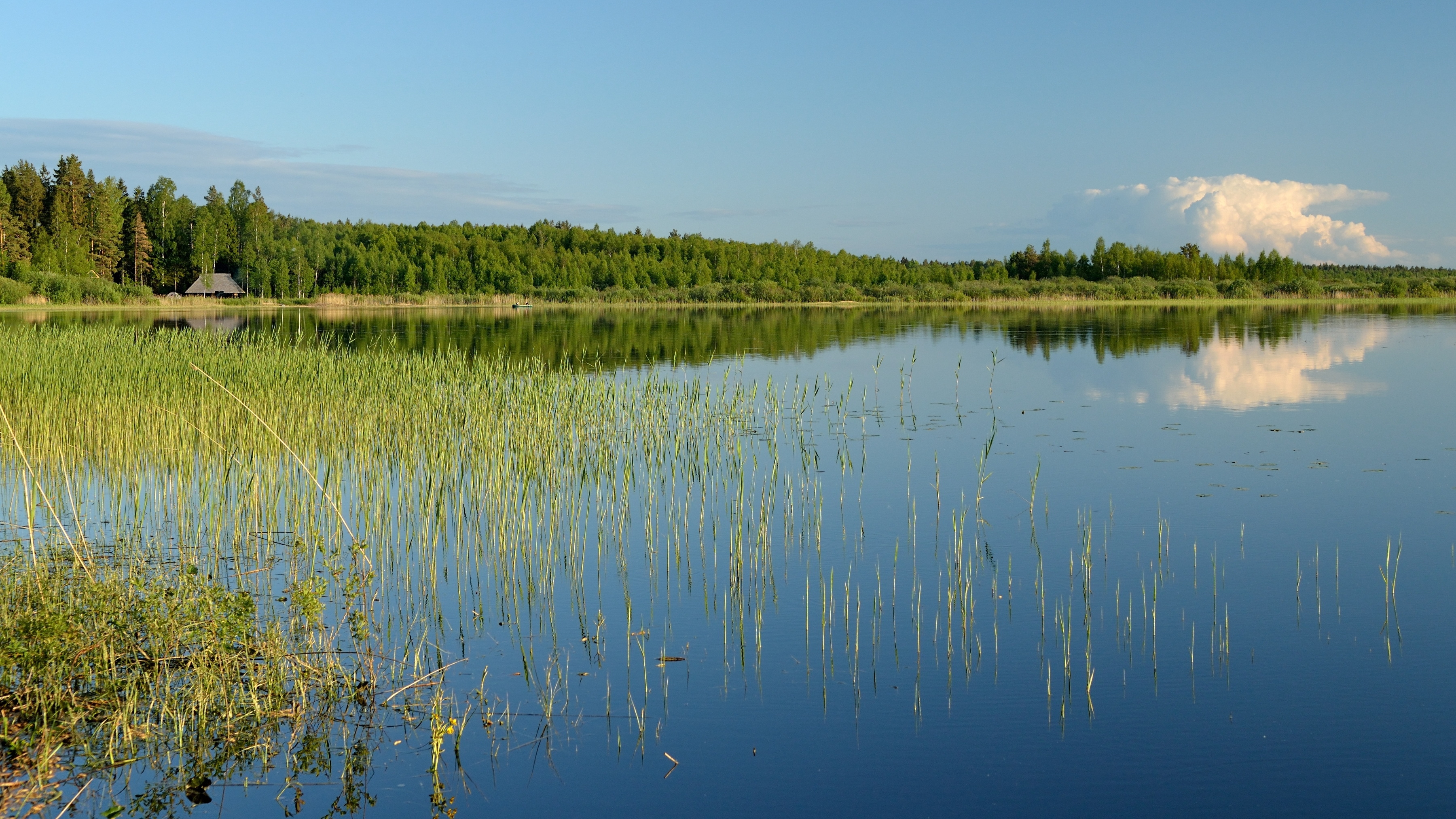

## Orașe
- Jõgeva
- Mustvee
- Põltsamaa

## Comune
- Jõgeva
- Kasepää
- Pajusi
- Pala
- Palamuse
- Põltsamaa
- Puurmani
- Saare
- Tabivere
- Torma